# Вельбицкий, Игорь Вячеславович
Игорь Вячесла́вович Вельби́цкий (26 января 1939 — 1 августа 2019) — советский и украинский учёный в области математического обеспечения вычислительных машин и систем, доктор физико-математических наук (1978), профессор (1984). Лауреат Государственной премии Украинской ССР (1979).

## Биография
Родился 26 января 1939 в городе Калинин.
Закончил Пензенский политехнический институт (1962) по специальности «Математические счётно-решающие приборы и устройства».
1964—1987 — в Институте кибернетики имени В. М. Глушкова НАН Украины.
В 1987 году создал «#Технософт», которым руководил как генеральный директор.
Автор свыше 200 научных работ и 10 изобретений.

## Технософт
Технософт. Международный научный центр технологии программирования; tehnosoft — академическая фирма для реализации Р-технологии моделирования, разработки программного обеспечення, исследований в области защиты информации и пр.. Создана в 1987 году И. В. Вельбицким под эгидой НАН Украины. Расположена в одном из зданий Кибцентра НАНУ (Киев, м/р Теремки-1) по адресу: проспект Академика Глушкова, 44.

## Научные исследования
- Формальное задание семантики языков программирования.[5]
- Автоматизированное производство программ реального времени для ракетно-космических систем и атомных подводных лодок.[5]
- Визуальные и распределённые технологии программирования.

Автор аксиоматизированной технологии программирования графическими структурами (Р-технологии), на которую получен международный стандарт ISO 8631.
Ввёл в программирование понятие чертежа и промышленной дисциплины его сопровождения (реинжиниринг).
Один из первых начал работы по созданию национальной составляющей всемирной сети Интернет (с 1989).

## Работы
- Формальное задание семантики языков современных систем программирования // Докл. АН СССР. 1975. Т. 223, № 6
- Технология программирования. К., 1984
- System Architecture of a Distributed Expert System for the Management of a National Data Network // Lecture Notes in Computer Science. 1998. Vol. 1480 / співавт.: Ioannis Vlahavas, Nick Bassiliades, Ilias Sakellariou, Martin Molina, Sascha Ossowski, Ivan Futo, Zoltan Pasztor, Janos Szeredi, Igor Velbitskiy, Sergey Yershov, Sergey Golub, Igor Netesin
- Programming Technology // Mercado Mundial. 1999. № 450
- An Intelligent Agent Approach to the Management of National Network // IEEE Intelligent Systems. 2001. № 5 / співавт.
- ExperNet: An Intelligent Multi-Agent System for WAN Management, in Intelligent Systems, IEEE 17(1):62 — 72 · February 2002. — 33 p. / Iván Futó, Igor Netesin, János Szeredi, Sascha Ossowski, Ilias Sakellariou, Ioannis Vlahavas, Zoltán Pásztor, Martin Molina, Nick Bassiliades, Igor Velbitskiyi, Sergey Yershov